# Église Saint-Martin de Tournes
L'église Saint-Martin est une église située à Tournes, en France. C'est une église fortifiée de Thiérache, une des plus curieuses et une des plus connues sur le territoire ardennais.

## Localisation
L'église qui date du XVe et XVIe siècles est située sur la commune de Tournes, dans le département français des Ardennes.

## Historique
La tour fortifiée de l'église date du XIIe siècle. Elle a été construite avant l'église elle-même, édifiée ou réédifiée de 1545 à 1567. La date de  1567 est indiquée au-dessus de la porte qui mène à la chapelle des trépassés. La  partie haute de la tour a été ajoutée au cours du XVIe siècle. Elle a fait l'objet d'une première restauration dès le lendemain de la paix des Pyrénées, en novembre 1659. La paroisse de Tournes fait partie du patrimoine de l'abbaye Notre-Dame de Sept-Fontaines.
L'édifice est classé au titre des monuments historiques en 1923.

## Description
Une tour fortifiée est accolée à l'église. Cette tour possède deux curiosités. D'une part, elle est antérieure à l'église, et d'autre part, la base est ronde et la partie haute est carrée. Cette tour est devenue le clocher de l'église. Un escalier dans le mur donne accès à un espace spécifique, cheminée pour les uns, chambre du guetteur pour les autres. La tour comporte des canonnières et des bretèches. La nef comporte également des canonnières à hauteur d'homme. L'ensemble comprend aussi un puits et un four à pain.

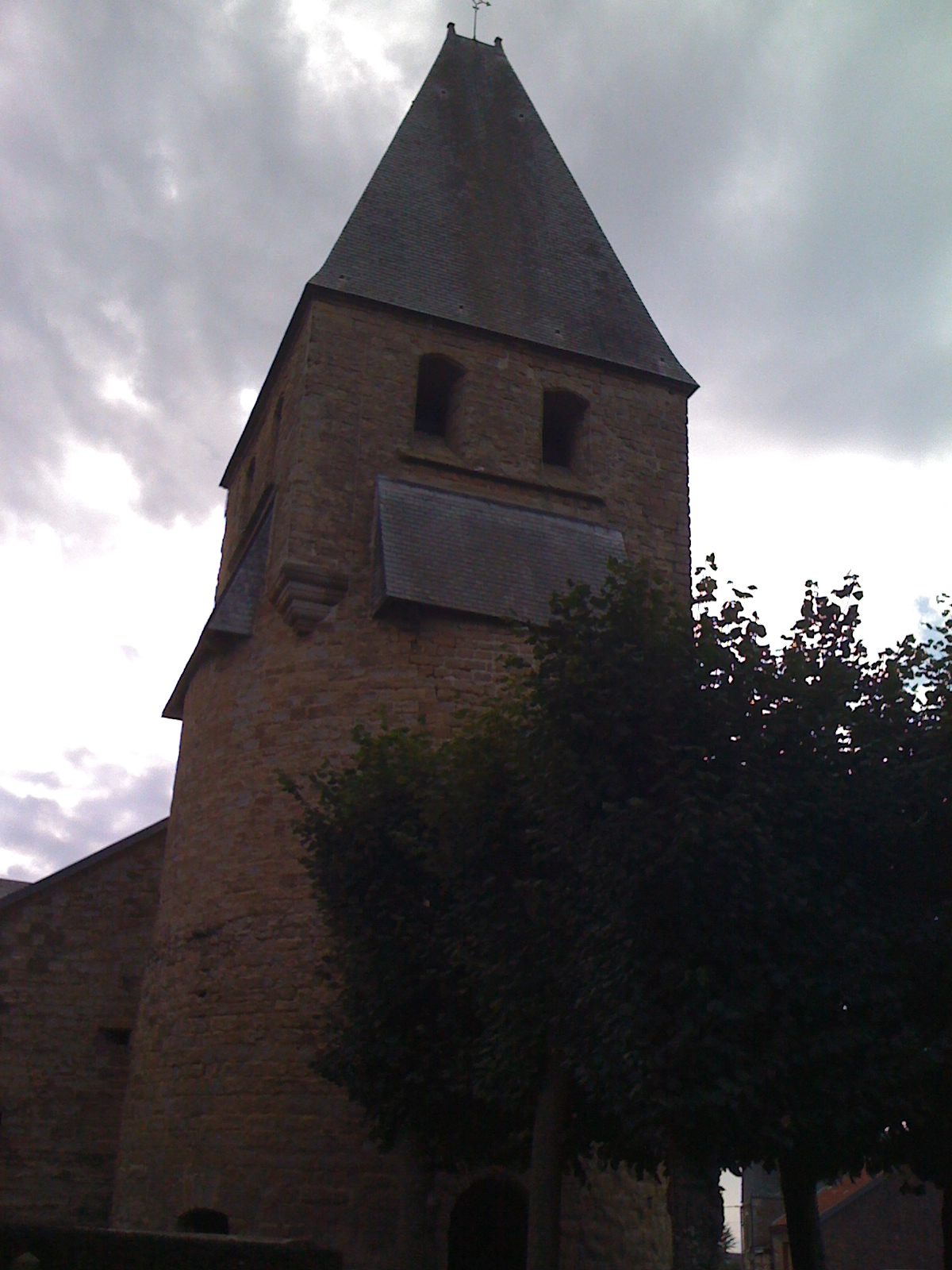
La tour fortifiée du XIIe siècle.
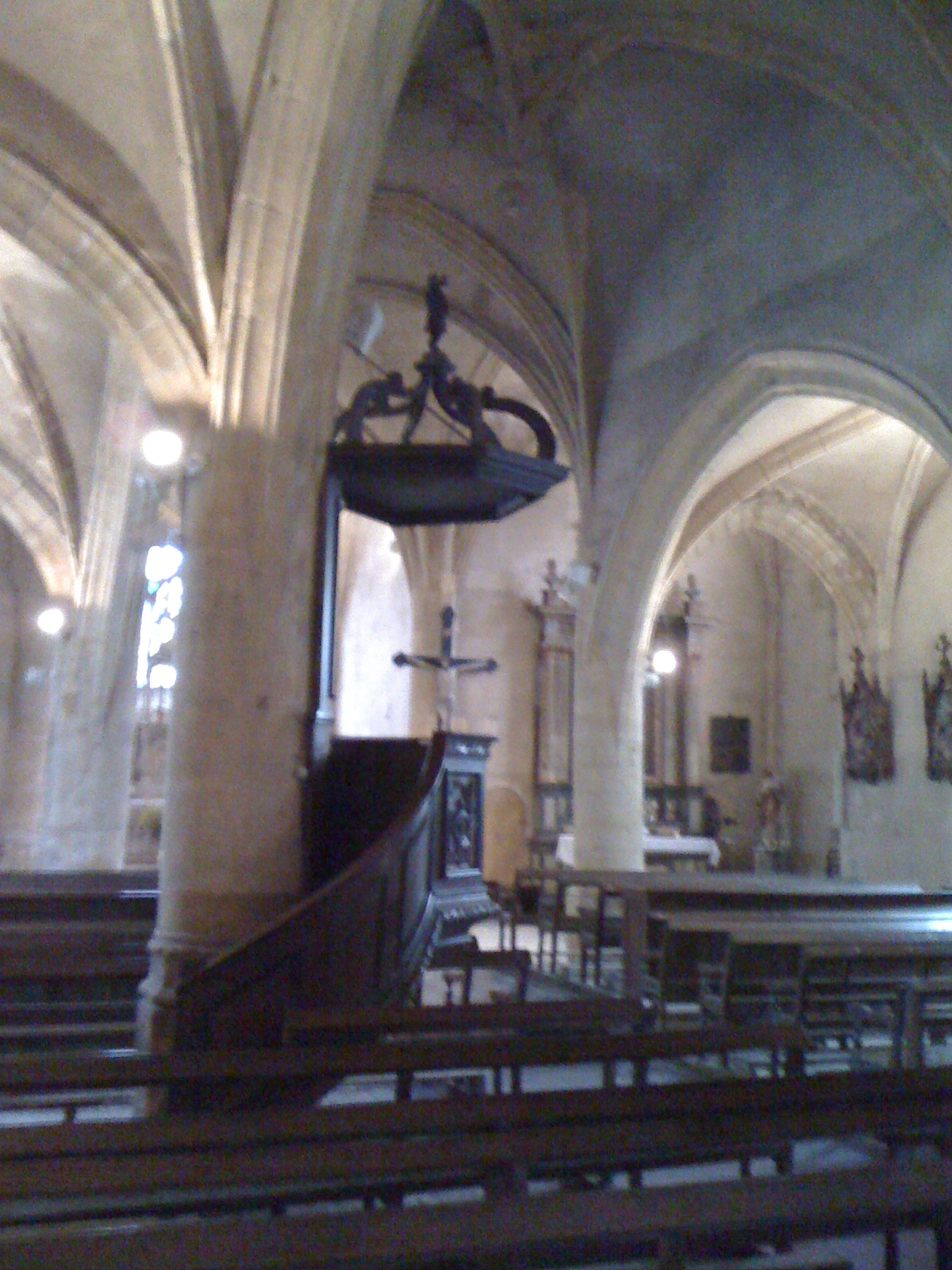
L'intérieur de l'église.
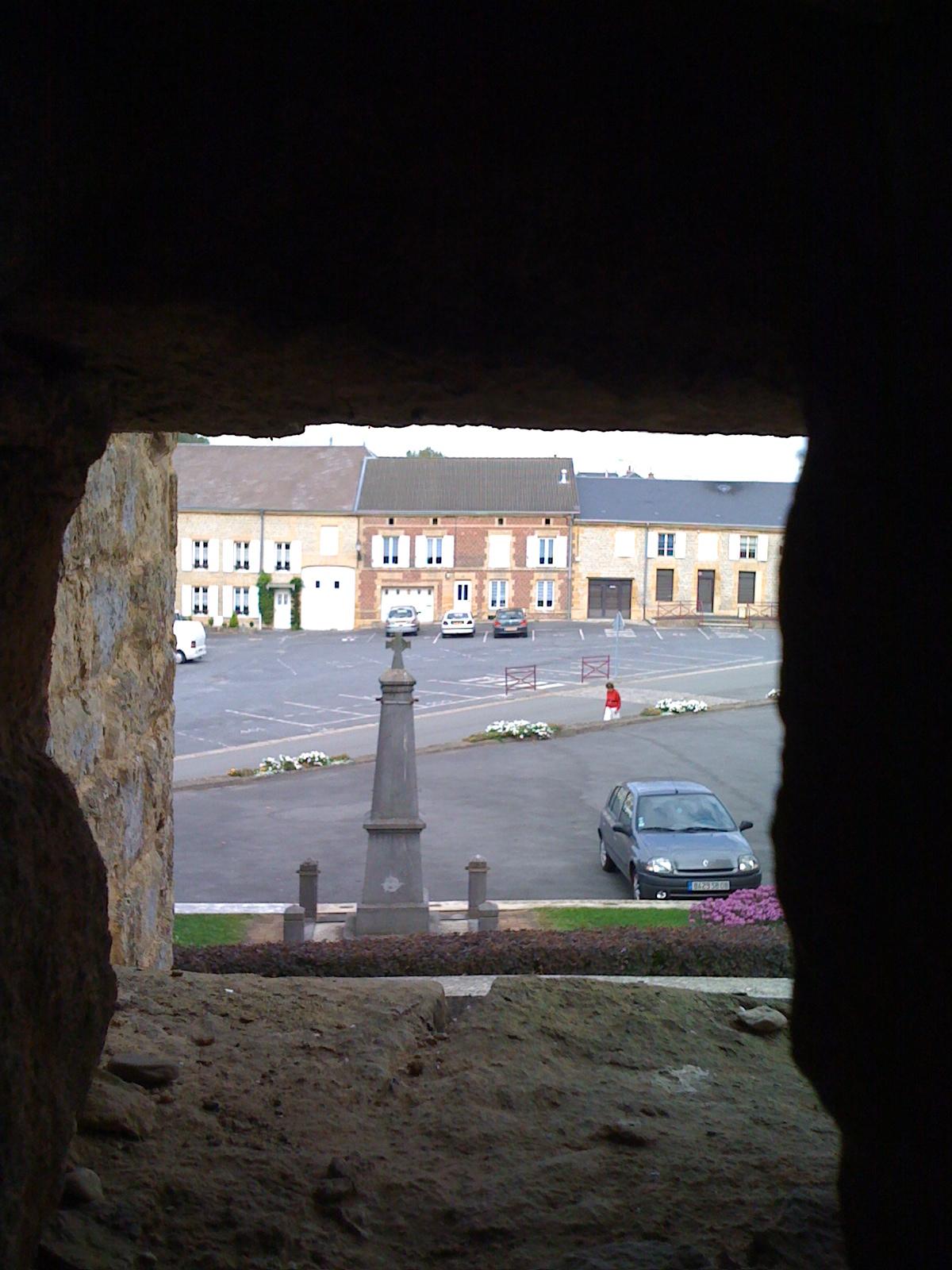
La place du village vue du clocher.
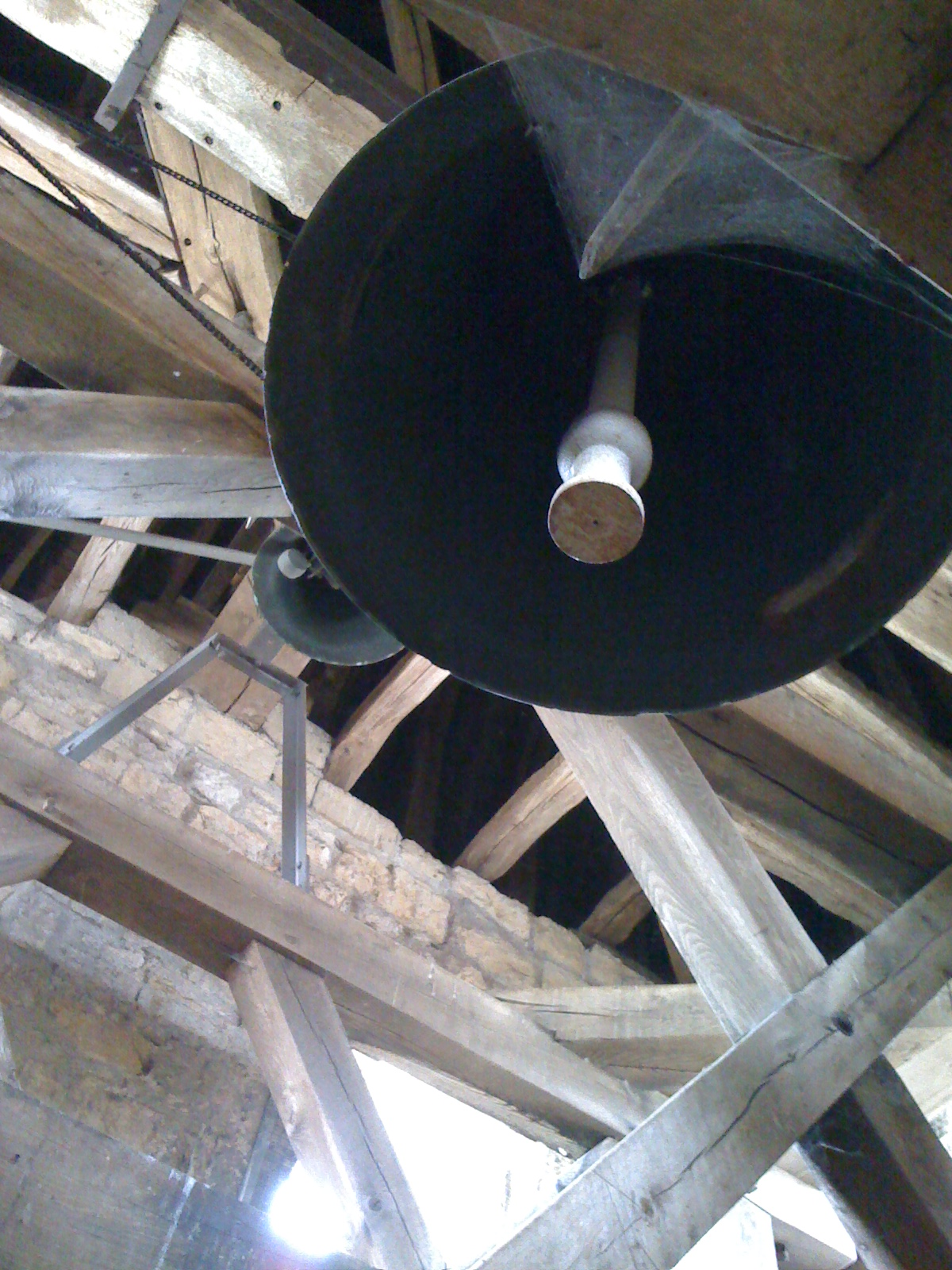
Le clocher.

À l'intérieur, une dalle funéraire du XVIIe siècle porte en traits gravés la figure d'un chevalier armé, surmonté d'une inscription signalant le décès de deux personnages : « Noble home Regnauld d'Argy.. qui décéda le 12 octobre 1638 âgé de 84 ans et demoiselle Françoise d'Escanvevelle, sa femme, laquelle décéda le 8 avril 1637 âgée de 83 ans ». Il était gouverneur et prévôt de Warcq, capitaine de vingt hommes de pied et de cinquante chevau-légers sous le commandement du duc de Nevers et de Rethel.
L'église possède également des fonts baptismaux dont il reste une cuve datant du XVIe siècle, construite en pierre de Meuse. La cuve de forme ronde est creusée dans une pierre octogonale et ceinte d'un bandeau plat ; quatre têtes ressortent de la ligne, deux hommes et deux femmes, elles sont toutes différentes. Elles sont de face et ne forment qu'un quart de la hauteur du tambour. Elles pouvaient servir de poignée pour déplacer la cuve. Les têtes sont séparées par quatre dessins dans un cadre, deux sont Martin découpant un pan de son manteau les deux autres étant une fleur de lys. Il faut aussi remarquer un Christ en bois du XVe siècle, une statue de sainte Ursule et une de saint Martin du XVIIe siècle,.

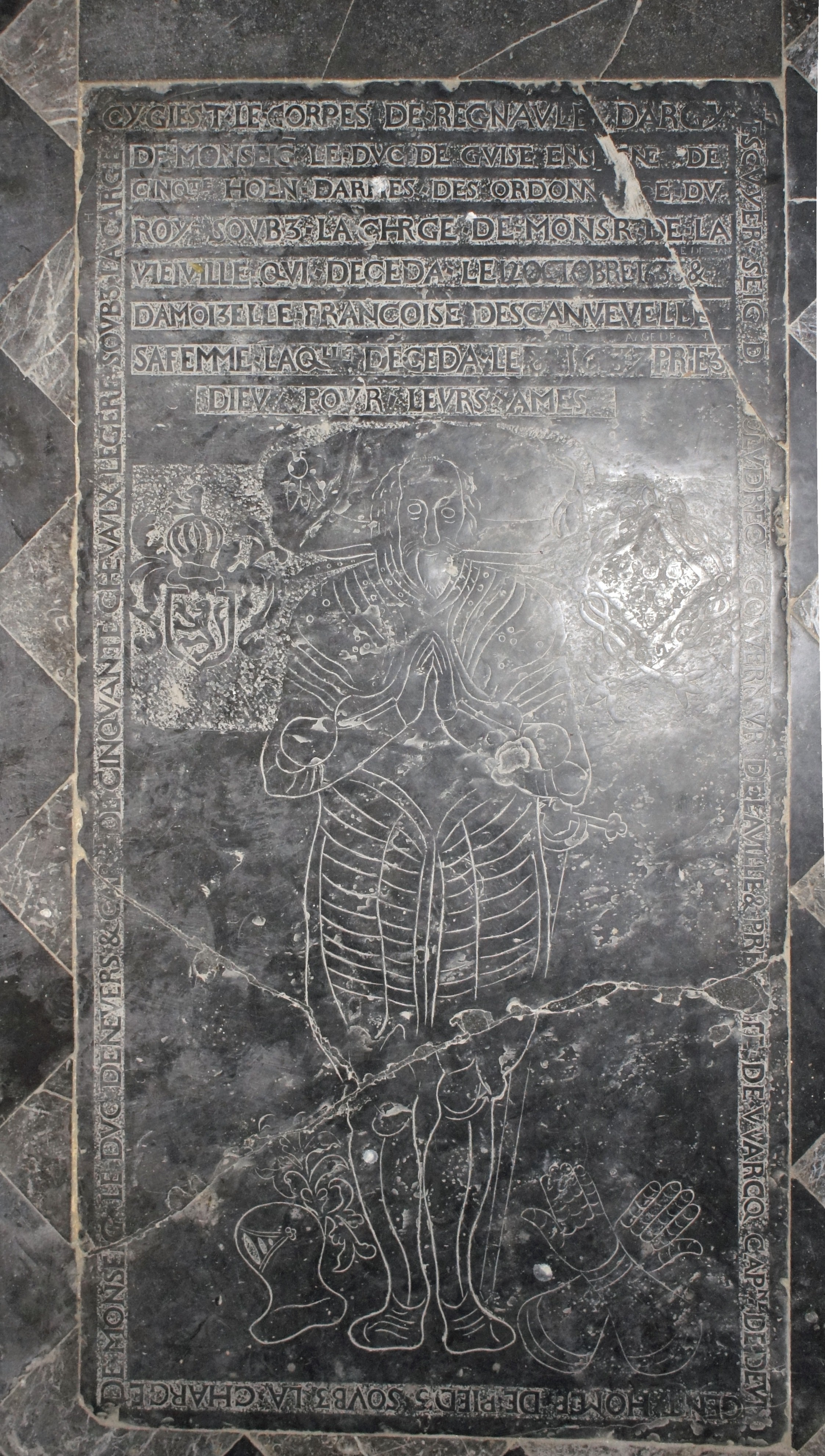
Gisant.
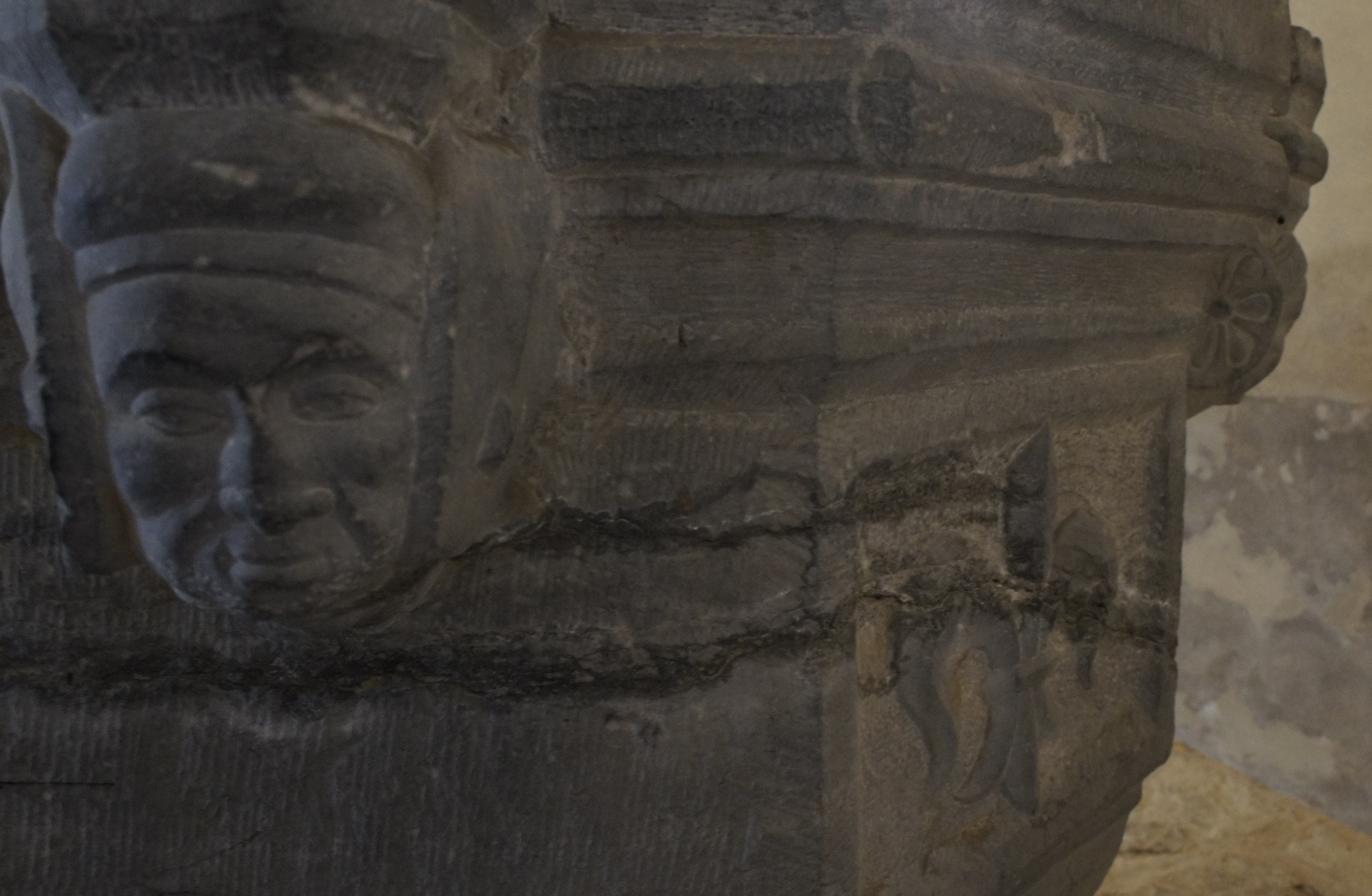
Détail de la cuve des fonts baptismaux, visage masculin, fleur de lys.
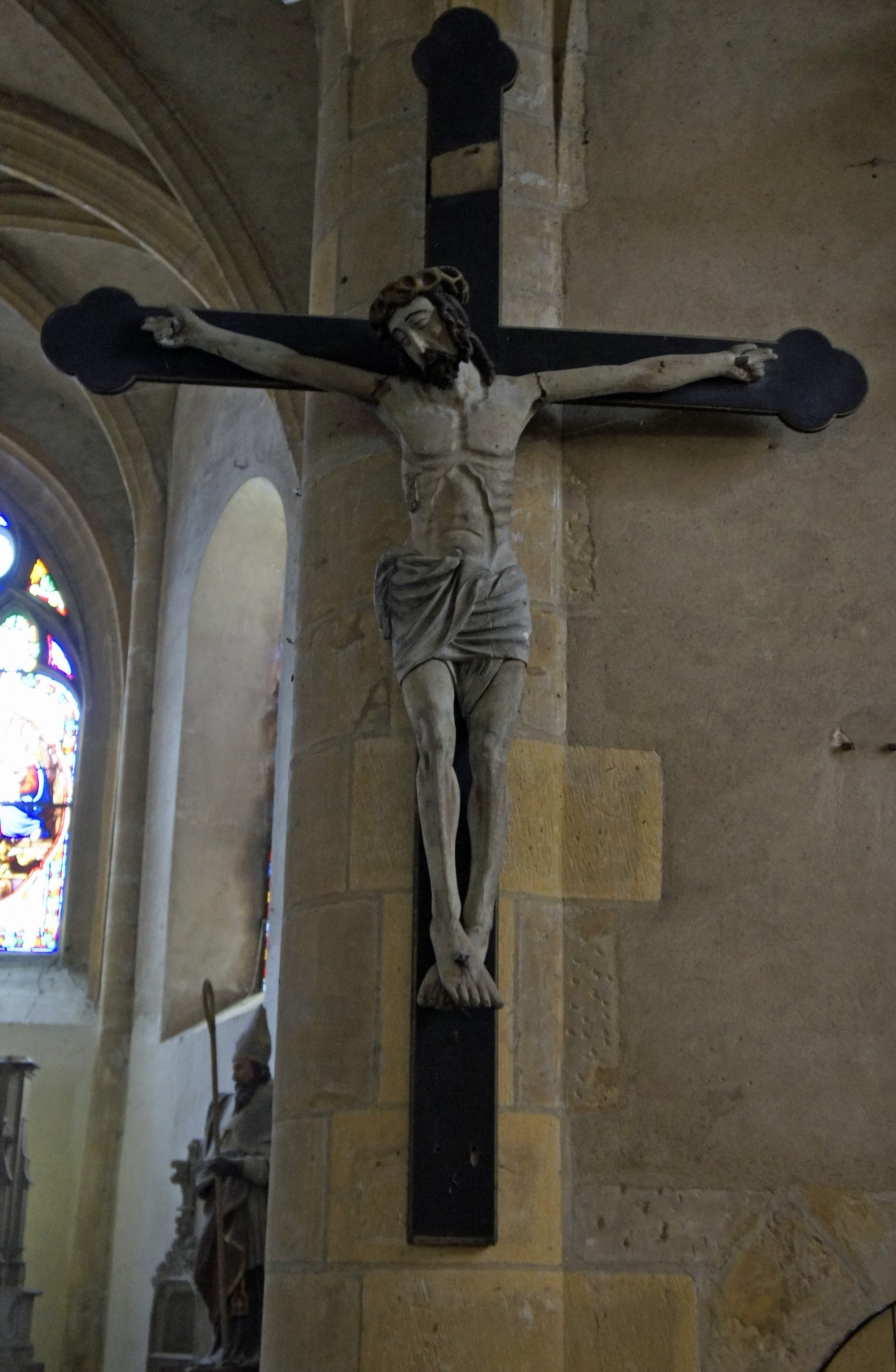
Christ en croix.